# Nomada hemphilli
Nomada hemphilli är en biart som beskrevs av Cockerell 1903. Nomada hemphilli ingår i släktet gökbin, och familjen långtungebin. Inga underarter finns listade i Catalogue of Life.